# ベンガルハゲワシ
ベンガルハゲワシ（学名：Gyps bengalensis）は、タカ目タカ科に分類される鳥。
旧世界ハゲワシ類の1種。
極めて絶滅が危惧される種のひとつ。

## 生息地
- 繁殖地：インド、南アジア

## 生態
森林、農地、都市部などに生息し、集団で生活する。
食性は腐肉食で、動物の死骸などを食べるほか、都市部ではゴミを漁ることもある。
樹上や崖に営巣する。

## 絶滅危惧種としての位置づけ
- CRITICALLY ENDANGERED (IUCN Red List Ver. 3.1 (2001))[1]
- 中国国家一級重点保護野生動物